# Сбор (област Кърджали)
 За другото българско село вижте Сбор (Област Пазарджик).  За други значения вижте Сбор (пояснение).
Сбор е село в Южна България. То се намира в община Крумовград, област Кърджали.

## География
Село Сбор се намира в планински район.